# Computer Science Logic
La conférence Computer Science Logic (en abrégé CSL) est la conférence annuelle de l'Association européennes pour la logique en informatique (en anglais European Association for Computer Science Logic, abrégée en EACSL). CSL se veut une conférence interdisciplinaire de recherche fondamentale et appliquée en logique mathématique et informatique. En 2017 a lieu la 26e de ces conférences,. La première conférence a eu lieu en 1992 à San Miniato.

## Organisation
Les conférences durent quatre ou cinq jours ; elles sont couplées avec le Logic Colloquim qui les précède. D'autres workshop sont associés aux conférences.
Les articles proposés sont, comme il est d'usage au cours des conférences en informatique théorique, évalués par les pairs. À titre d'exemple, en 2016, 97 propositions ont été soumises, et 37 d’entre elles, soit environ 38 %,  ont été retenues par le comité de sélection après avis de près de 200 rapporteurs.
Chaque année, plusieurs conférenciers sont invités pour des communications d'intérêt général, pour CSL et pour le Logic Colloquim. Une session commune est consacrée à ces conférences invitées.
Des workshop sont associés à la conférence :
- Workshop on Logic and Algorithms in Computational Linguistics
- Workshop on Logical Aspects of Multi-Agent Systems
- Workshop on Logic and Automata Theory

En plus des communications longues, la conférence inclut des communications courtes, qui donnent lieu à des présentations courtes et qui ne sont pas incluse dans les actes de la conférence.

## Actes
Les actes du colloque sont publiées, depuis 2011, dans la série Leibniz International Proceedings in Informatics (LIPIcs).

## Prix
Deux prix sont présentés durant cette conférence:
- le prix Alonzo Church, pour les contributions exceptionnelles en logique et calcul ; le prix est remis en alternance avec les conférences Logic in Computer Science (LICS) et CSL le prix 2016 a été attribué à Rajeev Alur et David Hill
- le prix Ackermann de l'EACSL pour une thèse exceptionnelle en logique pour l'informatique

## Thèmes
- automates et jeux, sémantique de jeux
- déduction automatique et démonstration interactive de théorèmes
- arithmétique bornée et complexité de preuves propositionnelle
- logique catégorique et sémantique topologique
- théorie de démonstrations computationnelle
- mathématiques constructives et théorie des types
- procédures de décision
- théorie des domaines
- logique équationnelle et réécriture
- théorie des modèles finis
- logique d'ordre supérieur
- lambda calcul et logique combinatoire
- logique linéaire et autres logiques sous-structurales
- programmation logique et par contraintes
- aspects logiques de la complexité informatique
- aspects logiques du calcul quantique
- logique en théorie des bases de données
- fondements logiques des paradigmes de programmation
- fondements logiques de la cryptographie et de la dissimulation d'informations
- logiques pour systèmes multi-agents
- logique modale et temporelle
- vérification de modèles et vérification basée sur la logique
- raisonnement non monotone
- résolution de SAT et induction automatisée
- théories modulaires de satisfiabilité
- spécification, extraction et transformation de programmes
- vérification et analyse des programmes

## Articles liés
- European Association for Theoretical Computer Science
- Symposium on Logic in Computer Science (LICS)
- Liste des principales conférences d'informatique théorique
- List of computer science conferences (en)